# Ellzee
Ellzee település Németországban, azon belül Bajorországban. Lakosainak száma 1217 fő (2023. december 31.).

## Népesség
A település népessége az elmúlt években az alábbi módon változott:
| Lakosok száma | 358  | 547  | 595  | 1001 | 1131 | 1177 | 1131 | 1175 | 1236 | 1217 |
|               | 1875 | 1950 | 1975 | 1987 | 2012 | 2014 | 2016 | 2017 | 2021 | 2023 |